# Liste des navires de la marine royale danoise
Cet article contient une liste de navires en activité  de la Marine royale danoise ; selon les sources officielles du site en 2016.

## Navires de soutien et de commandement

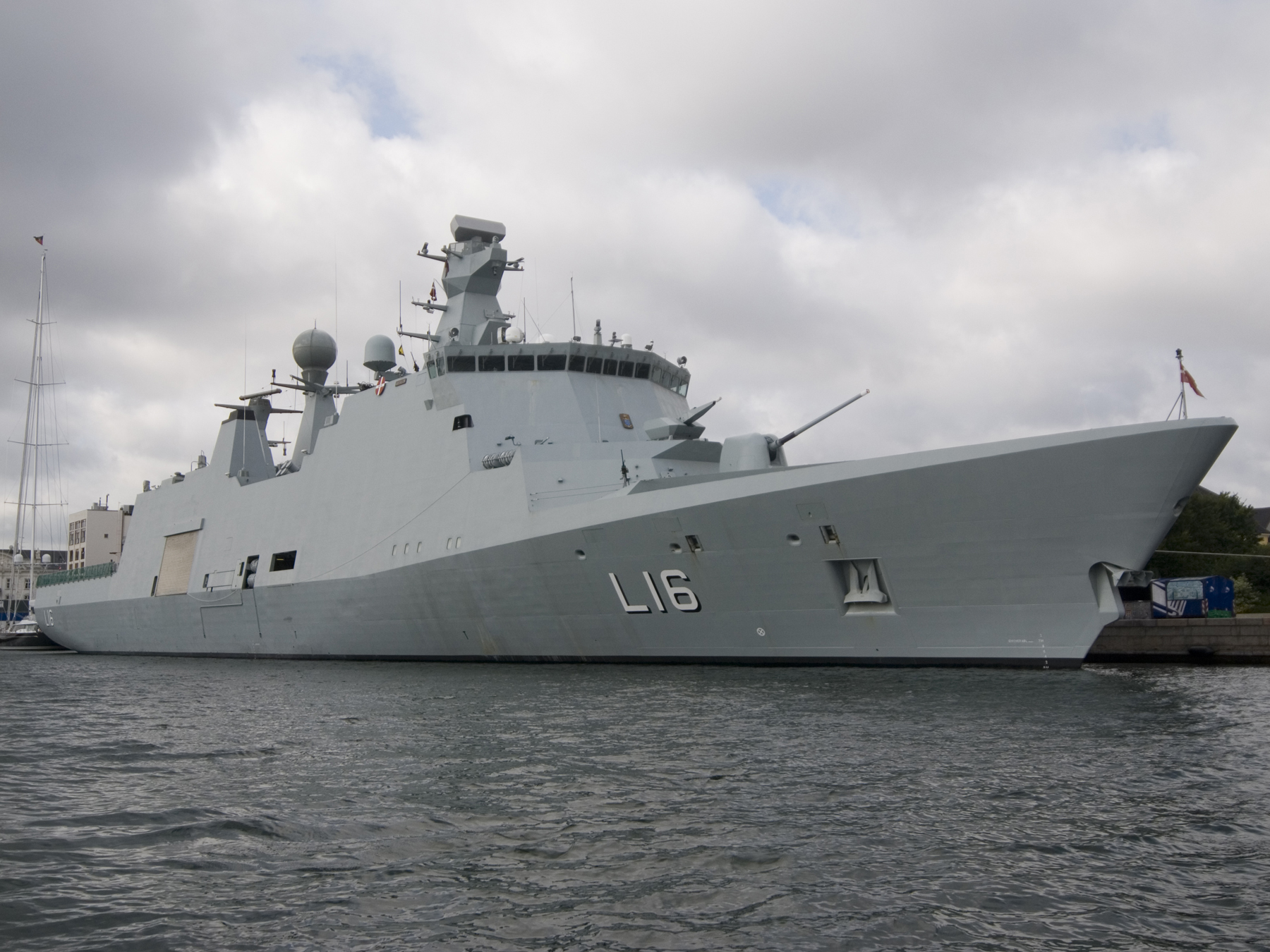
La frégate Absalon

Classe Absalon : 
- HDMS Absalon (L16), 2004-
- HDMS Esbern Snare (L17), 2005-

## Frégates
Classe Iver Huitfeldt : Frégates de lutte antiaérienne
- HDMS Iver Huitfeldt (F361), 2012-
- HDMS Peter Willemoes (F362), 2012-

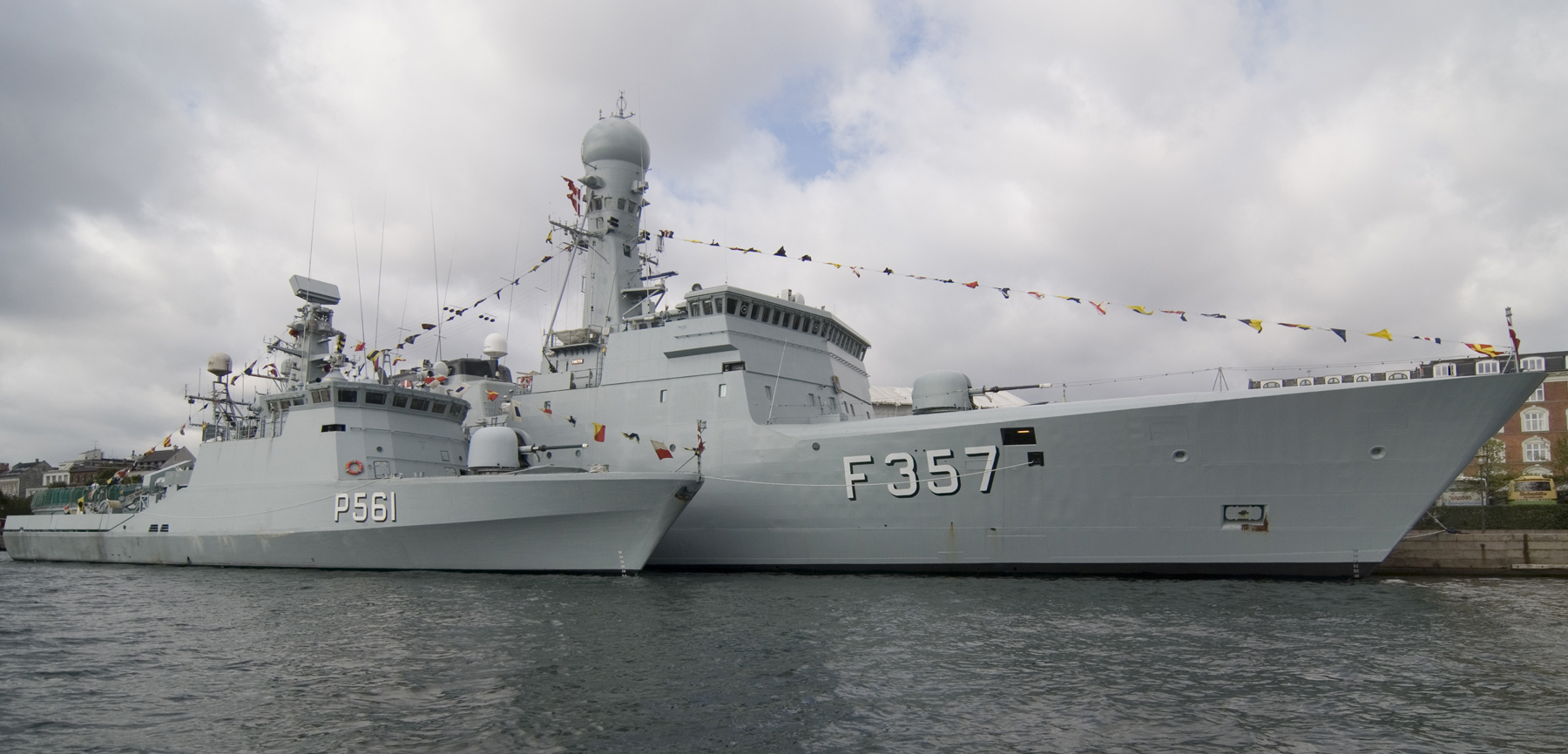
La frégate Thetis et le patrouilleur Skaden

- HDMS Niels Juel (F363), 2013-

Classe Thetis : Corvettes
- HDMS Thetis (F357), 1991-
- HDMS Triton (F358), 1991-
- HDMS Vædderen (F359), 1992-
- HDMS Hvidbjørnen (F360), 1992-

## Patrouilleurs
Classe Knud Rasmussen : patrouilleurs océaniques
- HDMS Knud Rasmussen (P570), 2008-
- HDMS Ejnar Mikkelsen (P571), 2009-
- HDMS Lauge Koch (P572), 2016-

Classe Diana : patrouilleurs côtiers
- HDMS Diana (P520), 2007-
- HDMS Freja (P521), 2008-
- HDMS Havfruen (P522), 2008-
- HDMS Najaden (P523), 2008-
- HDMS Nymfen (P524), 2009-
- HDMS Rota (P525), 2009-

Classe Flyvefisken :
- HDMS Søløven (Y311) (ex-P563), 1996-

Classe Agdlek :
- HDMS Tulugaq (Y388), 1979-

Classe Barsø :Cotres patrouilleurs
- HDMS Samsø (Y303), 1969-
- HDMS Thurø (Y304), 1969-

## Chasseurs de mines
Classe Holm :
- HDMS Hirsholm (MSD5), 2007-
- HDMS Saltholm (MSD6), 2008-

Classe MSF :
- HDMS MSF1, 1998-
- HDMS MSF2, 1998-
- HDMS MSF3, 1999-
- HDMS MSF4, 1999-

## Navires-écoles
Classe Holm :
- HDMS Ertholm (A543), 2006-
- HDMS Alholm (A544), 2007-

Classe Svanen :
- HDMS Svanen (Y101), 1960-
- HDMS Thyra (Y102), 1961-

## Brise-glaces

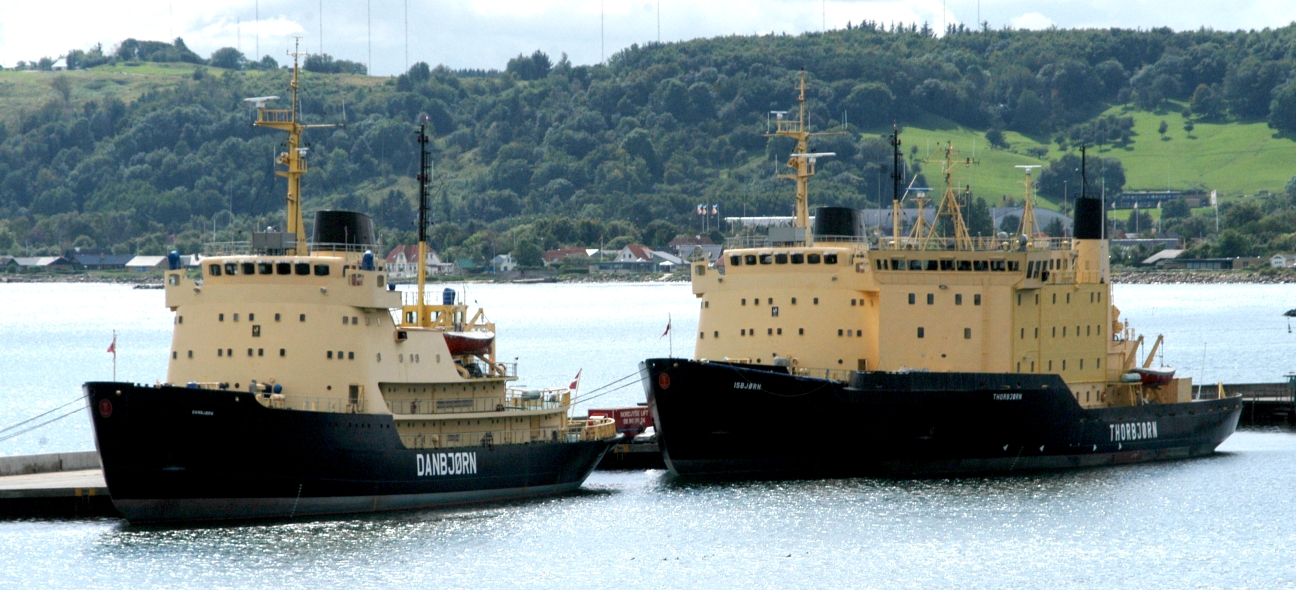
Brise-glace Danbjørn et Thorbjørn

- Danbjørn (A551), 1996-
- Isbjørn (A552), 1996-
- Thorbjørn (A553), 1996-

## Navires océanographiques

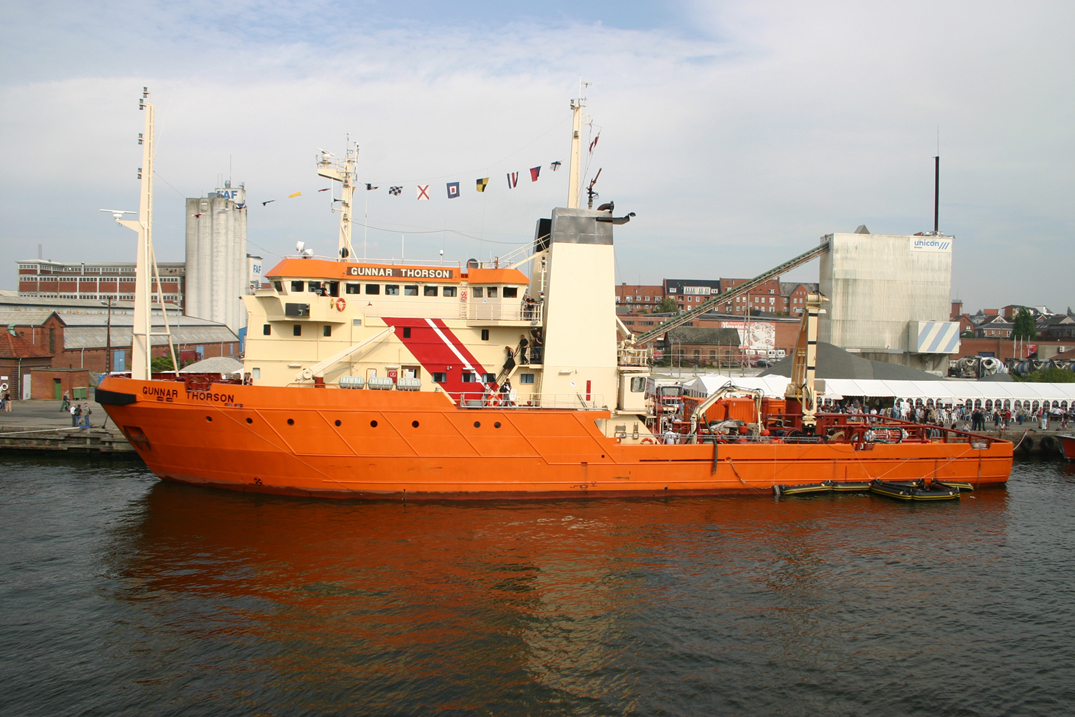
HDMS Gunnar Thorson (A560)

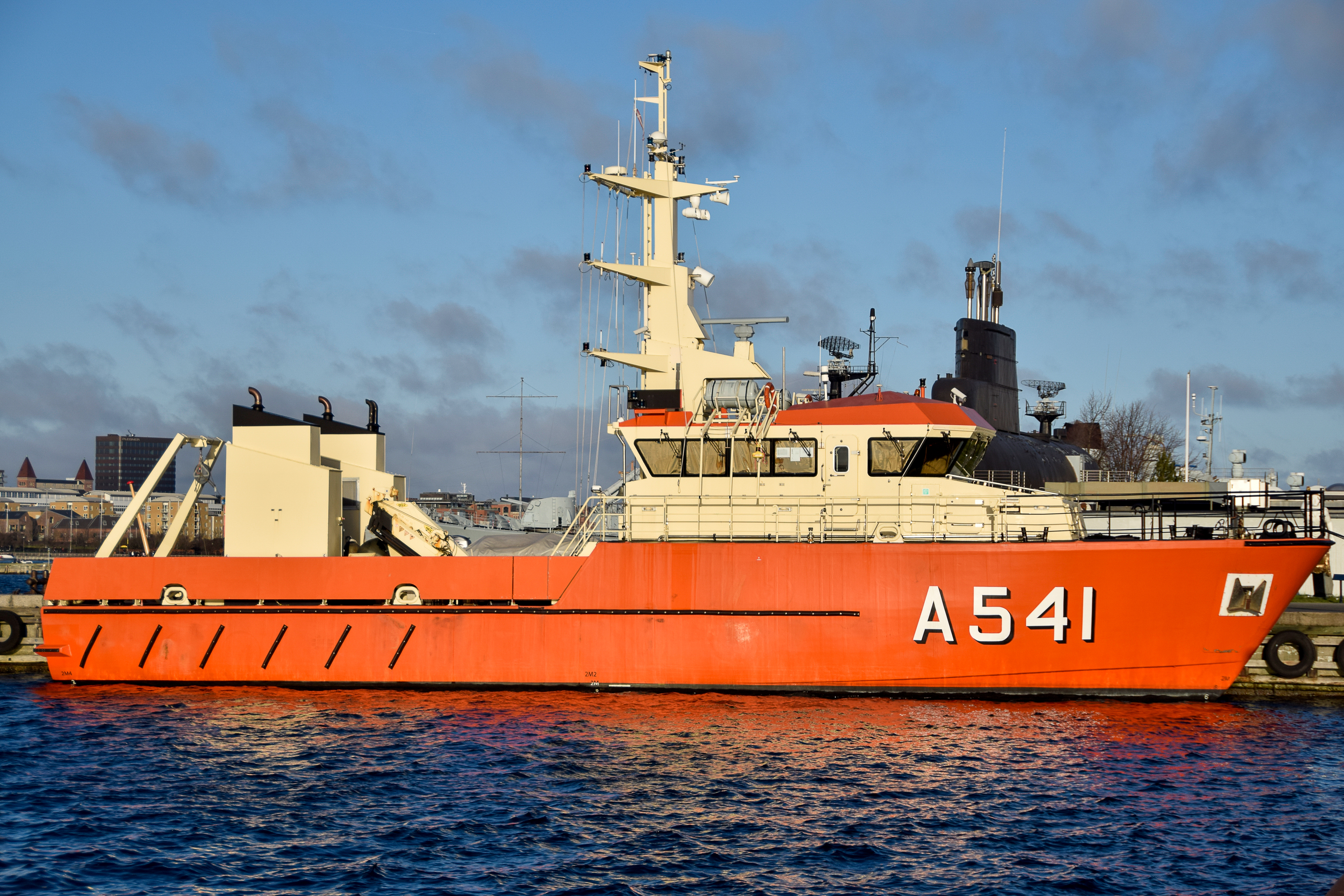
HDMS Birkholm (A541)

Classe Supply :
- Gunnar Thorson (A560), 1996-
- Gunnar Seidenfaden (A561), 1996-

Classe Seatruck :
- Mette Miljø (A562), 1996-
- Marie Miljø (A563), 1996-

Classe Miljø :
- Miljø 101 (Y340), 1996-
- Miljø 102 (Y341), 1996-
- Miljø 103 (Y342), 2008-

Classe Holm :
- Birkholm (A541), 2006-
- Fyrholm (A542), 2006-

## Transports
- Sleipner (A559), 1986-
- Tor Dania, (affrété) 2007-
- Ark Forwarder, (affrété) 2007-
- Ark Futura, (affrété) 2004-

## Yacht
- Dannebrog (A540), 1932-